# Río Engaña
El Engaña o Tortiello (como aparece en el Libro de la montería) es un pequeño río de España que discurre por la comarca de Las Merindades, en la provincia de Burgos. Nace en los montes de Somo, parte de la cordillera Cantábrica, en la divisoria de la cuenca mediterránea y la cantábrica, en la burgalesa Merindad de Sotoscueva. Desemboca en el río Nela, en la localidad de Santelices. En ese punto, el Nela lleva recorridos poco más de los 15 km del Engaña, y lleva un caudal inferior al aportado por el segundo, que se convierte así en una de las fuentes más importantes del Nela.
Su entorno está catalogado entre los espacios naturales protegidos incluidos en la Red Natura 2000 como lugar de importancia comunitaria «Ojo Guareña» (ES4120025), (por consiguiente, parte del monumento natural y complejo kárstico homónimo), y del lugar de importancia comunitaria «Riberas del fío Nela y afluentes» (ES4120066). Su cauce está incluido además, en
el Catálogo Regional de las Riberas Sobresalientes de la provincia de Burgos, con el código BU-019 «Río Engaña».
Mantiene una notable riqueza piscícola, en la que destaca la presencia de la trucha común autóctona, catalogada como vulnerable en el Libro Rojo de los Peces Continentales de España; del barbo colirrojo (igualmente vulnerable según el mismo Libro Rojo); del barbo Graells y de la madrilla). Entre los anfibios hay que señalar una importante población de sapo partero y de sapillo pintojo meridional. Hay también desmanes de los Pirineos y murciélagos ribereños.
En los riscos calizos de su ribera anida una colonia de buitres leonados, así como alguna pareja de alimoches y halcones peregrinos. En sus aguas pesca el martín pescador.
El lecho del río discurre sobre el abandonado túnel ferroviario de La Engaña, que atraviesa los montes de Somo de norte a sur en un tramo de casi 7 km.